# Complétion (forage)
Pour les articles homonymes, voir Complétion.

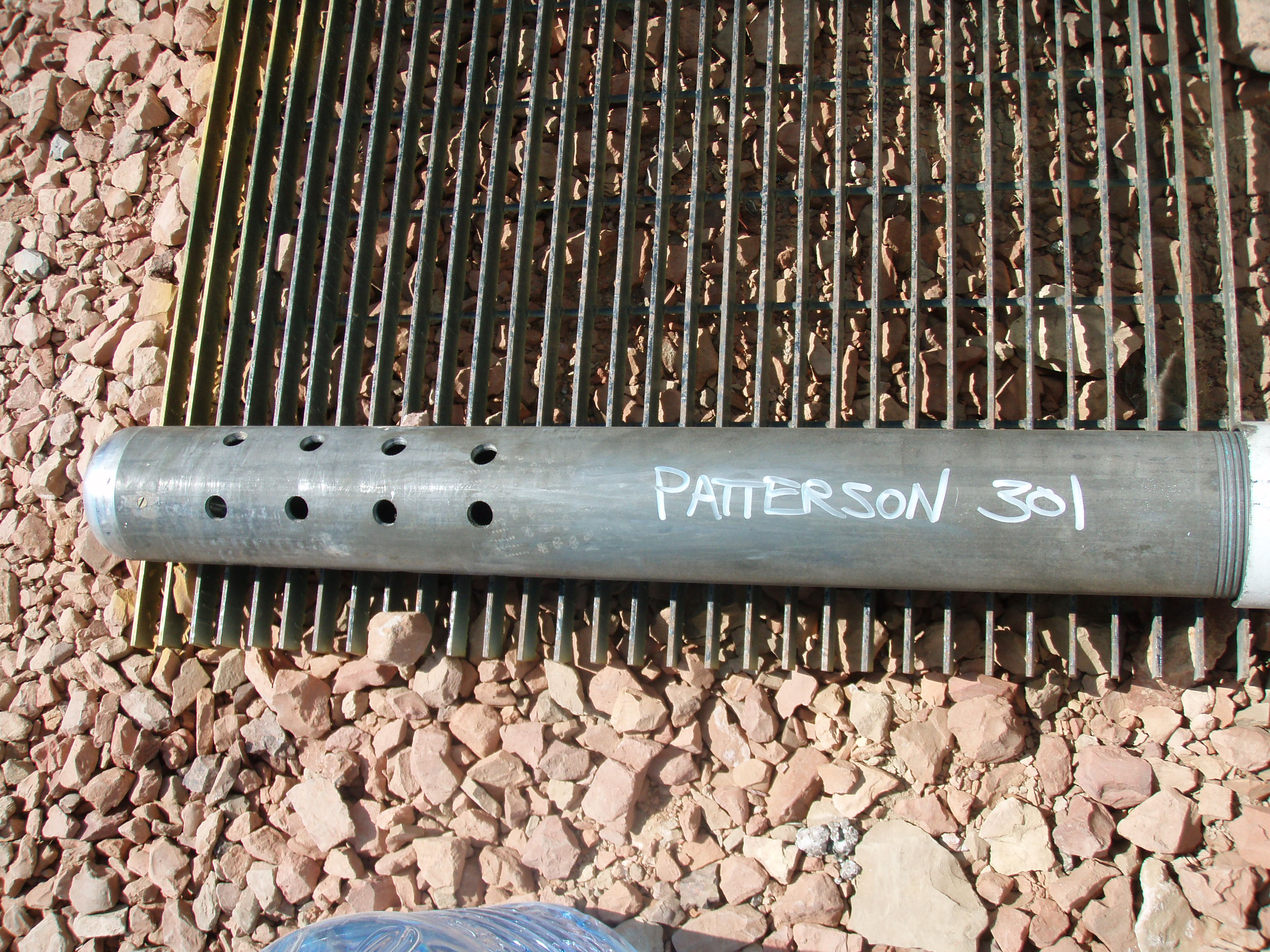
Photo d'une complétion.

Dans les domaines de la production de pétrole et de gaz naturel, gaz de houille ou gaz de schiste, et pour les forages d'eau, la complétion d'un puits de forage est l'ensemble des opérations de finition du puits, qui doivent permettre sa mise en service optimale, que ce soit en production, en injection ou en observation. 
Le « compléteur » en est responsable et y travaille avec le foreur qui cherchent à répondre aux spécifications techniques requises pour le meilleur rendement et un bon fonctionnement lors de toute la phase d'extraction des hydrocarbures ou d'exploitation de l'eau. 
La qualité de la complétion augmentera aussi la durée du vie du puits.
L'essentiel du travail du « compléteur »  est la préparation du fond du forage ou des forages multiples (dans le cas d'un seul puits conduisant à plusieurs forages horizontaux par exemple, ce qui est de plus en plus fréquent, en Amérique du Nord notamment depuis la fin des années 1990).

Parfois, le processus de démarrage (rodage) et de cimentation du tubage (« casing ») est également inclus.
La qualité de la complétion est souvent vérifiée par la réalisation de plusieurs diagraphies.

## Variantes
La complétion haute concerne principalement :
- la préparation technique de la partie du puits qui remontera les hydrocarbures en surface (étanchéité de la partie supérieure par injection de béton..) ;
- la préparation des éventuels coudes ou courbures (dans le cas où le forage horizontal est utilisé).

La complétion basse concerne principalement : 
- la préparation de la partie du puits consacrée à l'injection de fluides de fracturation et/ou à l'extraction d'hydrocarbures (liquides et/ou gazeux)
- le processus de stimulation du puits (par fracturation hydraulique), et les opérations associées ; utilisation d'explosifs pour une pré-fracturation de la roche, injection de fluide de fracturation (incluant les proppants, et produits chimiques), etc.)
- dans certains contextes géologiques[1], des complétions (d'eau, pétrole, gaz...) incluent la destruction totale de plusieurs centaines de tonnes de roche autour du bas de puits qui se retrouve alors au centre d'une caverne ne risquant pas de se colmater ; on parle alors de  « cavitation » (l'équivalent anglophone étant « open-hole cavity completion » ou « openhole cavity completion »), c'est une technique qui semble de moins en moins utilisée, mais qui a encore des partisans parmi les sociétés exploitant le gaz de couche dans des veines de charbon inaccessible à une exploitation charbonnière rentable[2].

## Complétion multiple
On parle de complétion multiple si un même puits collecte par des tubages différents des hydrocarbures de qualité différentes provenant de couches différentes.

## Exemple de complétion pour un puits hydrogéologique
Dans le cas de l'équipement (complétion) d'un puits hydrogéologique, et après la descente des tubes dans le puits (tubage), les différentes étapes peuvent être les suivantes :
- Mise en place du massif filtrant (en général des graviers) autour de la zone crépinée ;
- Mise en place du bouchon d'argile ;
- Mise en place du bouchon de ciment.

Les bouchons d'argile et de ciment ont pour rôle d'éviter les contaminations du puits depuis des aquifères supérieurs.

## Risques
Les principaux risques à prévenir, (puis à gérer en cas de mauvaise complétion) sont ceux de fuites de gaz hors du puits, de colmatage ou à grande profondeur et dans toutes les zones où des poches de gaz ou d'hydrocarbures liquides sous pression peuvent exister, le risque d'un Blowout qui doit être encore plus soigneusement pris en compte dans le cas des forages offshore, ou en présence de gaz très acide et sous haute pression